# Псевдоклавеллария Семёнова
Псевдоклавеллария Семёнова (лат. Pseudoclavellaria semenovi) — вид булавоусых пилильщиков (Cimbicidae) из надсемейства Tenthredinoidea. Эндемик Дальнего Востока России.
Вид обнаружен на юге Приморского края (долина реки Одарка). Самка длиной 17 мм; тело с преобладанием чёрного цвета, 4—7-й сегменты брюшка с белыми перевязями. Наличник и верхняя губа желтовато-белые. Усики чёрные, булавовидные. Грудь и голова в густых волосках.

## Охранный статус
Вид внесен в Красную книгу России (категория 2 — сокращающийся в численности вид).